# Белорусская государственная академия искусств
Белору́сская госуда́рственная акаде́мия иску́сств (бел. Беларуская дзяржаўная акадэмія мастацтваў) — высшее учебное заведение в Минске. Готовит специалистов в области театрального, изобразительного, декоративно-прикладного, кино-, телеискусства и других видов экранных искусств и дизайна.

Скульптура и стрит-арт во дворе Белорусской Академии искусств

## История
- 1945 год — основан театральный институт.
- 1953 год — театральный институт преобразован в Белорусский государственный театрально-художественный институт. Здание института построено в 1953 году по проекту архитектора Я. Шапиро[2].
- 1991 год — театрально-художественный институт реорганизован в Белорусскую академию искусств.
- 2001 год — академии присвоено название «Белорусская государственная академия искусств»[3].
- В апреле 2010 года в БГАИ открыт факультет экранных искусств[4].

В 2018 году заключено соглашение о сотрудничестве со ВГИК.

### События 2020—2021 годов
После предполагаемых массовых фальсификаций на президентских выборах 2020 года, жестокого подавления протестов, избиения и пыток задержанных протестующих многие студенты академии поддержали протесты. 26 октября по просьбе Светланы Тихановской они присоединились к общенациональной забастовке. 27 октября Александр Лукашенко потребовал отчислить всех студентов и уволить преподавателей, участвующих в несанкционированных акциях.
БГАИ стала первым вузом, который по приказу Лукашенко начал отчислять бастующих студентов. Вечером того же дня стало известно об отчислении студентов академии. Руководство факультета дизайна отказалось отчислять своих студентов, но приказы были оформлены в обход деканата. Также принципиально отказалась подписываться под приказом на отчисление проректор по учебной работе, искусствовед Елена Бохан. 30 октября получило огласку открытое письмо, в котором более 60 сотрудников Академии потребовали восстановления отчисленных студентов и не чинить препятствий мирным собраниям.
Действия руководства университета были осуждены на международном уровне. 21 июня 2021 года ректор Михаил Борозна был включён в «Чёрный список ЕС». Согласно решению ЕС, Борозна «несёт ответственность за решение администрации университета исключить студентов за участие в мирных акциях протеста», постановления о чём были приняты после призыва Лукашенко 27 октября 2020 года исключать студентов университетов, которые участвуют в акциях протеста и страйках, — репрессии против гражданского общества и поддержку режима Лукашенко.

## Руководство
- Михаил Гурский — первый директор института (1945—1946)
- Иосиф Присс — директор института (1946—1957)
- Александр Бутаков — исполняющий обязанности директора института (1957—1958)
- Виталий Цвирко — директор института (1958—1960)
- Павел Маслеников — ректор института (1960—1964)
- В. А. Захаров — ректор института (1964—1968)
- Эльвира Герасимович — ректор института (1968—1984)
- Антолий Соболевский — ректор института (1984—1989)
- Василий Шарангович — ректор (1989—1997)
- Ричард Смольский — ректор (1997—2010)
- Михаил Борозна[тарашк.] — ректор (с 2010)

## Структура
- Театральный факультет
  - Кафедра мастерства актёра
  - Кафедра режиссуры
  - Кафедра сценической речи и вокала
- Художественный факультет
  - Кафедра рисунка
  - Кафедра живописи
  - Кафедра графики
  - Кафедра скульптуры
  - Кафедра монументально-декоративного искусства
- Факультет дизайна и декоративно-прикладного искусства
  - Кафедра декоративно-прикладного искусства
  - Кафедра интерьера и оборудования
  - Кафедра промышленного дизайна
  - Кафедра костюма и текстиля
  - Кафедра графического дизайна
  - Кафедра рисунка, живописи и скульптуры
  - Кафедра теории и истории дизайна
- Факультет экранных искусств
  - Кафедра режиссуры кино и телевидения
  - Кафедра кинотелеоператорства
  - Кафедра звукорежиссуры
  - Кафедра менеджмента, истории и теории экранных искусств
- Факультет повышения квалификации и переподготовки кадров
- Общеакадемические кафедры
  - Кафедра гуманитарных дисциплин
  - Кафедра истории и теории искусств
  - Кафедра физвоспитания